# Championnat de Belgique féminin de football 2013-2014
Navigation
Saison précédente Saison suivante
Le Championnat de Belgique féminin de football 2013-2014 est la 43e édition de la première division belge.
La saison débute le 31 août 2013 et se termine le 3 mai 2014

## Clubs2013-2014
| 2012-2013  | Club                          | Terrain                       |
| ---------- | ----------------------------- | ----------------------------- |
| BeNe Ligue | SV Zulte Waregem              | Regenboogstadion              |
| 1          | DVC Eva's Tirlemont           | Sint-Barbaracomplex           |
| 2          | KSK Heist                     | Gemeentelijk Sportcentrum     |
| 4          | DVL Zonhoven                  | De Basvelden                  |
| 5          | Waasland Beveren-Sinaai Girls | Stadion Puyenbeke             |
| 6          | FCF White Star Woluwé         | Stade Fallon                  |
| 7          | RAEC Mons                     | Stade Charles Tondreau        |
| 8          | Oud-Heverlee Louvain B        | Stade Den Dreef               |
| 9          | RSC Anderlecht B              | Annexe Heysel                 |
| 12         | Lierse SK B                   | Jeugdcentrum KSK Lierse       |
| D2         | Standard de Liège B           | Académie Robert Louis-Dreyfus |
| D2         | VC Dames Eendracht Alost      | Jeugdcomplex Zandberg         |